# Paranaphoidea intermedia
Paranaphoidea intermedia är en stekelart som beskrevs av Girault 1915. Paranaphoidea intermedia ingår i släktet Paranaphoidea och familjen dvärgsteklar. Inga underarter finns listade i Catalogue of Life.